# Kup Hrvatske u kuglanju za muškarce 2016./17.
Hrvatski kup u kuglanju za muškarce u sezoni 2016./17. je osvojio "Mertojak" iz Splita. 
 
Kup je igran na proljeće 2017. godine a prethodili su mu kupovi po županijskim i regionalnim savezima. 

## Rezultati

### Osmina završnice
| datum             | mjesto odigravanja | par                                  | rez. | napomena |
| ----------------- | ------------------ | ------------------------------------ | ---- | -------- |
| 22. travnja 2017. | Slunj              | Grmoščica Zagreb - Velebit Otočac    | 8:0  |          |
| 22. travnja 2017. | Delnice            | Istra Poreč - Obrtnik-Torbar Zagreb  | 5:3  |          |
| 22. travnja 2017. | Zadar              | Zadar - Medveščak 1958 Zagreb        | 6:2  |          |
| 22. travnja 2017. | Novska             | Novska - Osijek                      | 2:6  |          |
| 22. travnja 2017. | Požega             | Obrtnik Požega - Poštar Split        | 0:8  |          |
| 22. travnja 2017. | Koprivnica         | Zaprešić - Željezničar Čakovec       | 6:2  |          |
| 22. travnja 2017. | Plitvice           | Mertojak Split - Bjelovar            | 6:2  |          |
| 22. travnja 2017. | Zaprešić           | Ban Jelačić Zaprešić - Kandit Osijek | 1:7  |          |

### Četvrtzavršnica
| datum           | mjesto odigravanja | par                               | rez.    | napomena |
| --------------- | ------------------ | --------------------------------- | ------- | -------- |
| 3. lipnja 2017. | Plitvice           | Grmoščica Zagreb - Mertojak Split | 2:6     |          |
| 3. lipnja 2017. | Zadar              | Zadar - Zaprešić                  | 6,5:1,5 |          |
| 3. lipnja 2017. | Osijek             | Osijek - Kandit Osijek            | 6:2     |          |
| 3. lipnja 2017. | Poreč              | Istra Poreč - Poštar Split        | 1:7     |          |

### Završni turnir
Igrano 3. i 4. lipnja 2017. u Rijeci u kuglani "SRC Mlaka".
| klub1         | rez.          | klub2          | napomene      |
| poluzavršnica | poluzavršnica | poluzavršnica  | poluzavršnica |
| ------------- | ------------- | -------------- | ------------- |
| Osijek        | 6:2           | Zadar          |               |
| Poštar Split  | 2:6           | Mertojak Split |               |
|               |               |                |               |
| završnica     |               |                |               |
| Osijek        | 2:6           | Mertojak Split |               |

## Vanjske poveznice
- kuglanje.hr, Hrvatski kuglački savez
- kuglacki-savez-os.hr, Kuglački savez Osječko-baranjske županije